# 有馬頼咸
有馬 頼咸（ありま よりしげ）は、筑後久留米藩の第11代（最後）の藩主。久留米藩有馬家12代。
幕末期、久留米藩主としての時期の諱は慶頼（よしより）であるが、本項の記述では明治元年（1868年）改名以後の頼咸で統一する。

## 生涯

### 生い立ち
文政11年（1828年）7月17日、第9代藩主・有馬頼徳の七男として、久留米城内に生まれる。
弘化3年（1846年）、異母兄である第10代藩主・頼永が重篤になったため、その養子となる。頼永の死にともない20歳で家督を継ぎ、12代将軍・徳川家慶から偏諱を受けて慶頼と改名した。家督継承に際して従四位下・侍従・中務大輔に叙位・任官された。なお、後の安政6年（1859年）に左少将に遷任され、慶応4年（1868年）に左中将に遷任される。
頼永の後継については、聡明とされた弟の富之丞（後に武蔵川越藩松平家を継ぎ松平直克と改名）を擁立する動きもあった。久留米藩では水戸学（天保学）を奉じるグループ「天保学連」が頼永に起用されて藩政に影響を及ぼしていたが、天保学連の若手で頼永に近侍していた村上量弘（守太郎）や野崎平八らは、万一の際にまずは頼咸を立て、富之丞が15歳になったら藩主の地位を継がせるという腹案を持っていた。一方、天保学連の指導層にあたる真木保臣や木村重任（三郎）らはこれを知り、長幼の序を乱すものとして反対した。天保学連は、後継問題を契機として村上ら「内同志」グループと真木ら「外同志」グループに分裂、以後長く対立することとなった。

### 幕末の久留米藩
頼咸の治世は廃藩置県まで26年間続くが、この間は藩政をめぐり家臣団の抗争が絶えず、幕末という情勢の下で尊王・佐幕と結びついて激しく対立した。頼永によって登用された天保学連と、有馬昌長（監物）ら門閥派との対立に加え、天保学連も先述の後継問題から分裂し、真木保臣ら「外同志」は尊王攘夷を主張し、村上量弘ら「内同志」は公武合体を主張するなど思想的も隔たりをみせ、抗争を繰り広げることになる。
頼咸は、将軍家慶の養女・精姫（有栖川宮韶仁親王の娘、明治維新後に名を韶子に復す）を正室に迎えるため、婚儀・御殿新築に巨額の資金供出を行い、財政難に拍車がかかった。嘉永3年（1850年）6月14日、江戸藩邸において、主君に奢侈を薦めたとして村上が参政馬淵貢（外同志）に刃傷に及び、居合わせた他の家老によって村上が斬殺されるという事件が発生する。
翌嘉永4年（1851年）4月29日、初めて久留米に入部した頼咸に対して「外同志」は藩政改革を提言するが、聞き入れられることはなかった。翌嘉永5年（1852年）閏2月には「外同志」の家老脇・稲次正訓（因幡）が頼咸に対して「内同志」藩政指導部に主君廃立の陰謀があることを申し立て、頼咸は有馬昌長ら藩政指導部を捕縛・閉門処分を下すが、陰謀の証拠は発見されず、稲次による讒言であると判断され尊王攘夷派は失脚、稲次は改易（後に自刃）、指導者である真木保臣が蟄居させられるなど弾圧を受けた（嘉永の大獄）。
疑獄事件を経て久留米藩政は門閥の昌長や村上の流れを汲む不破正寛（美作）・今井栄（義敬）ら佐幕派によって動かされることになり、安政6年（1859年）には不破を明善堂総督に任じ、藩校の改革を行った。また今井栄の提言により久留米藩は攘夷路線から開明路線に転換し、元治元年（1864年）からは開成方の創設、国産商品の奨励、洋式軍制改革を中心とした藩政改革が行なわれることとなった。久留米藩は「雄飛丸」以下7隻もの蒸気船・洋式帆船を買い入れ、筑後川河口部の若津港（現：大川市）を軍港として、諸藩では有数の西洋式海軍を創設した。
一方、嘉永の大獄後におこなわれた尊王攘夷派の蟄居処分は約10年に及ぶことになる。文久3年（1863年）には蟄居先を脱走した真木を始め尊王攘夷派の志士らは捕えられ、処刑が行われようとする所、長州藩や中山忠光らの交渉によって赦免された。真木らは京都に活動の中心を移すことになったが、八月十八日の政変で京都を追われ、翌元治元年（1864年）に巻き返しを図り禁門の変を起こし敗死する。

### 久留米藩難事件
大政奉還後、尊王攘夷派は勢力を盛り返す。明治元年（1868年）1月には参政の不破正寛が小河真文（吉右衛門）ら尊王攘夷派により暗殺、同年2月には尊王攘夷派の水野正名（稲次正訓の兄）が参政として政権を委任されることとなった。これにともなって佐幕派が捕えられ、有馬昌長らは幽閉、今井栄ら10名は切腹させられた。開化政策を評価する立場から「明治二年殉難十志士」として顕彰される。
久留米藩は「応変隊」を組織し、戊辰戦争では新政府側で出兵している。8月、慶頼は頼咸に改名した。明治2年（1869年）には版籍奉還により頼咸は久留米藩知事に任命され、水野正名が大参事となった。
明治3年（1870年）9月、二卿事件、久留米藩難事件が起こり、明治4年（1871年）3月10日に東京の久留米藩邸が政府に接収された。藩知事の頼咸は弾正台の取り調べを受け、謹慎が命じられた。

### 晩年
明治4年（1871年）7月、廃藩置県により藩知事を免官された。同月、華族に列する。
明治7年（1875年）家督を有馬頼匡に譲って隠居する。明治14年（1881年）5月21日死去。享年54。

## 評価
戸田乾吉『久留米小史』（1894年）は頼咸の治世について、軍制改革や海軍創設を評価しつつも、「一国分党、甲起き、乙仆れ、盛衰消長、その禍ほとんど三十年に及べり。辛未の藩難に至り、人材蕩尽し、一藩衰亡の姿を成せり」と評している。尊王攘夷派の真木保臣・水野正名ら、あるいは佐幕開明派の今井栄・不破正寛ら、それぞれに有為な人材がありながらも藩内抗争の中で枯渇させた点に批判が寄せられる。藩主主導の改革をおこない名君として称揚される異母兄・頼永と比較され、藩政を顧みず遊興にふけった暗愚な藩主と見られることもある。
頼咸は砲術に関心を持ち、鳥居流ほか諸流派を研究した。慶応3年（1867年）には『千歳流伝書』を著し、自ら千歳流砲術を創始した。軍制改革の一環として藩内全ての砲術を千歳流に統一し、他の流派は捨てさせた。
また、教育に関心を示した人物である。明治5年（1873年）には「報国学社」（通称「有馬学校」「有馬私学校」）を開設し、5年ほど存続した。また、東京都中央区にある中央区立有馬小学校は、明治8年（1876年）に頼咸の寄付によって創立されたため、その名がある。

## 系譜
父母
- 父：有馬頼徳
- 生母：立石氏
- 養父：有馬頼永

兄弟姉妹
- 美（牧野貞一室）
- 有馬頼永
- 亀井茲監（亀井茲方養子）
- 竹子（土屋寅直室）
- 有馬頼咸
- 謳（松平頼煕室）
- 崇子（前田慶寧室）
- 松平直克（松平直侯養子）
- 養女：媛（松平乗羨の娘、有馬氏貞室）

妻妾
- 正室：韶子（有栖川宮韶仁親王の娘、韶子、徳川家慶の養女、精姫）

「精姫」として嫁いだが、明治維新後「韶子」に復す。実子3人を生んだがみな夭折した。
- 側室：浦辻氏

頼子・千代・頼匡の生母。
- 側室：金田氏

頼萬・民・納子の生母。
- 側室：萩野氏

頼多の生母。
子女
『久留米人物誌』によれば、正室および5人の側室との間に20人の子女があったが、多くは夭折した。『平成新修華族大系』は4男4女を載せる。
- 長女：満喜、のち頼子（小松宮彰仁親王妃）
- 次女：有馬千代（久我通久室）
- 四男：有馬頼匡（第13代当主）
- 五男：有馬頼萬（第14代当主）
- 六女：有馬民（加藤明実継室）
- 七女：有馬納子（伊達宗陳室）
- 七男：有馬頼之（旧下野国吹上藩主家継承）
- 八男：有馬頼多（分家、男爵）

## 註
1. 1 2 3  『久留米人物誌』p.56
2. 1 2 3  林（2010年）、p.150
3. 1 2  林（2010年）、p.151
4. ↑  林（2010年）、p.152
5. ↑  『久留米人物誌』p.583より重引用。
6. ↑  『久留米人物誌』p.586